# 中西美恵子
中西 美恵子（なかにし みえこ、1974年6月18日 - ）は、元テレビ信州、元名古屋テレビ放送アナウンサー。

## 来歴
同志社女子大学を卒業後、テレビ信州に入社。同局のアナウンサーを務めた後、2004年2月に名古屋テレビ（メ〜テレ）へ移籍する。同局を退社後、フリーアナウンサーとして活動した。

## 担当番組
- NAGANOでドキン（テレビ信州、1997年 - 1998年） - キャスター
- 陽司★美恵子 ゆうがたGet! → 信州生活百科 ゆうがたGet! → 情報ワイド ゆうがたGet!プラス1（テレビ信州、1999年 - 2003年） - キャスター
- ヤングネット信州（テレビ信州） - ナレーター[1]
- 大須ぱっぱ屋（メ〜テレ、2004年）